# Nordwestuckermark
Nordwestuckermark is een gemeente in de Duitse deelstaat Brandenburg, en maakt deel uit van de Landkreis Uckermark.
Nordwestuckermark telt 4.182 inwoners.

## Demografie
- Ontwikkeling van de bevolking sinds 1875 binnen de huidige grenzen (blauwe lijn: Bevolking; stippellijn: Vergelijking van de ontwikkeling van de bevolking van de deelstaat Brandenburg, Grijze achtergrond: tijdens de nazi-regering, Rode achtergrond: tijdens de communistische regering)

| Jaar | Inwoners |
| ---- | -------- |
| 1875 | 8 210    |
| 1890 | 7 665    |
| 1910 | 7 704    |
| 1925 | 7 868    |
| 1939 | 7 439    |
| 1950 | 11 413   |
| 1964 | 8 481    |

| Jaar | Inwoners |
| ---- | -------- |
| 1971 | 7 920    |
| 1981 | 6 301    |
| 1985 | 5 964    |
| 1990 | 5 659    |
| 1995 | 5 546    |
| 2000 | 5 512    |
| 2005 | 5 164    |

| Jaar | Inwoners |
| ---- | -------- |
| 2010 | 4 762    |
| 2015 | 4 288    |
| 2016 | 4 272    |
| 2017 | 4 248    |
| 2018 | 4 209    |
| 2019 | 4 194    |
| 2020 | 4 182    |

Gegevensbronnen worden beschreven in de Wikimedia Commons..